# Caylus (Tarn y Garona)
 Caylus  es una población y comuna francesa, en la región de Mediodía-Pirineos, departamento de Tarn y Garona, en el distrito de Montauban y cantón de Caylus.

## Demografía
| 1668 | 1664 | 1374 | 1419 | 1314 | 1330 |
| Para los censos de 1962 a 1999 la población legal corresponde a la población sin duplicidades (Fuente: INSEE [Consultar]) |      |      |      |      |      |